# Kurhotel (Vaals)

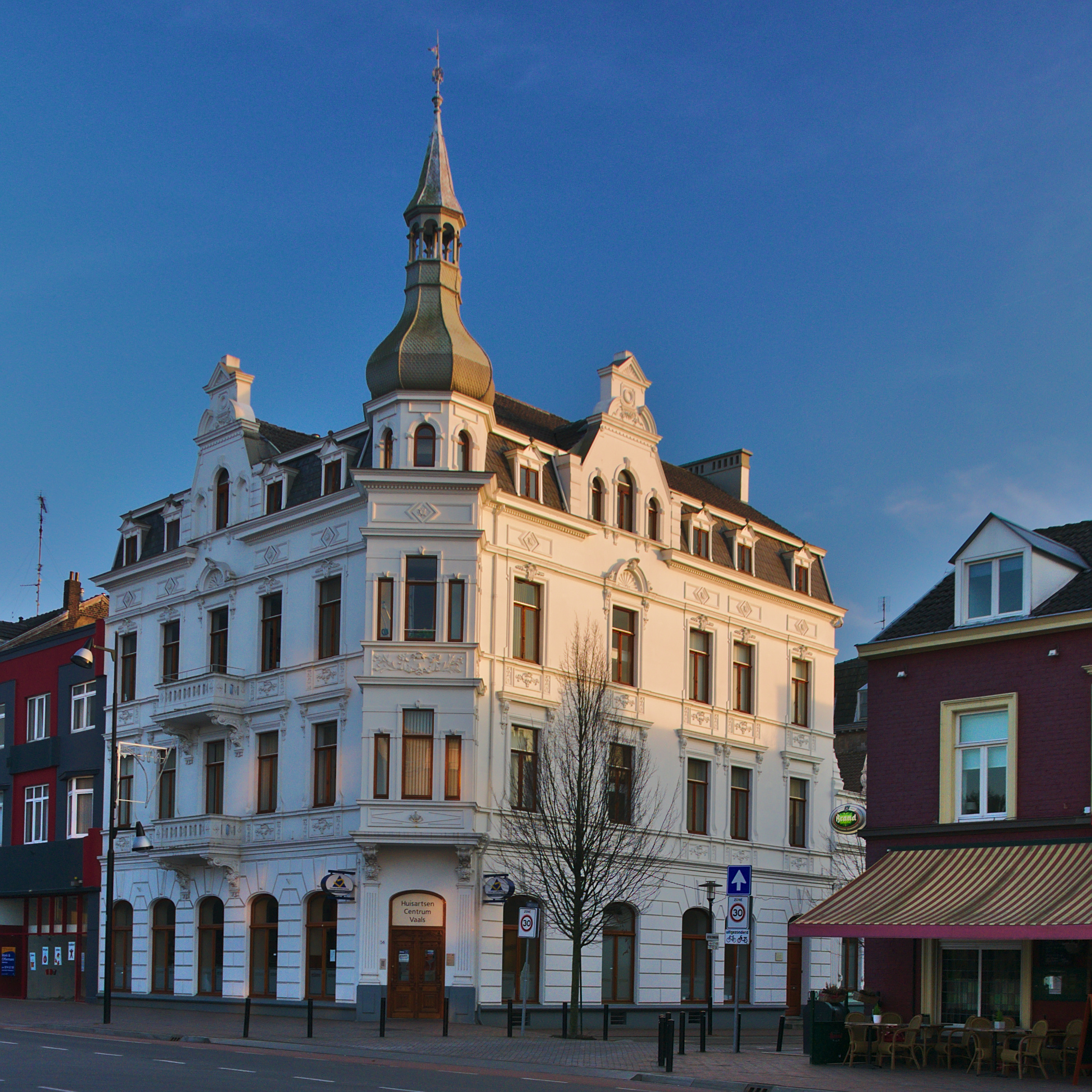
Voormalig Kurhotel

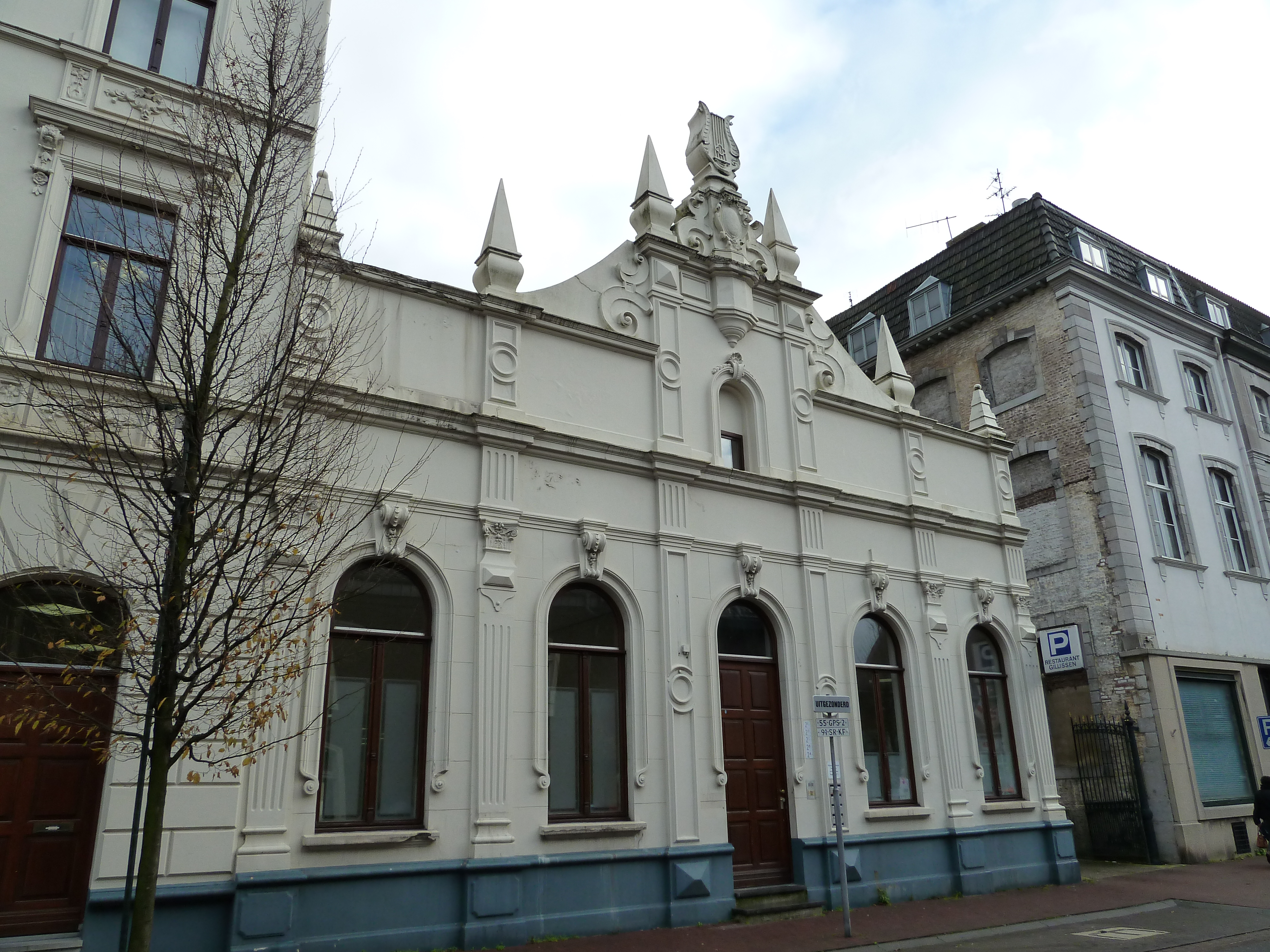
Voormalige Kursaal

Het voormalig Kurhotel is een bouwwerk aan de Maastrichterlaan 58 te Vaals.

## Geschiedenis
Het gebouw is omstreeks 1900 gebouwd als hotel, in de vorm van een hoekpand in eclectische stijl, met op de hoek een torenvormig bouwsel. Naast het gebouw ligt, aan de Koperstraat nr. 2a, de Kursaal ('Kuurzaal'), die eveneens bij het hotel hoorde en in gebruik was als concertzaal. Het daarnaast gelegen Huis Kirchfeld op nrs. 2-4-6 werd ook wel Altes Kurhaus genoemd, maar hoorde, voor zover bekend, nooit bij het Kuurhotel.
Het hotel werd later gebruikt als kantoor, door de katholieke vakbond, door Pensioenfonds "De Eendracht", en als winkel van de Coöperatieve Vereeniging "De Eendracht". De naastgelegen Kursaal werd gebruikt door de bakkerij "Ons Dagelijks Brood", eveneens van de Coöperatieve Vereeniging "De Eendracht". De Kuurzaal wordt gesierd door een harp en obelisken.
In 1979 werd het pand verbouwd tot apotheek, terwijl op de bovenverdiepingen woningen kwamen. De voormalige Kuurzaal kwam in gebruik als gezondheidscentrum.